# Filip Peliwo
Filip Peliwo (n. 30 de enero de 1994, Vancouver, Canadá) es un tenista profesional polaco nacido en Canadá. Actualmente está jugando en el circuito junior. Peliwo se convirtió en el primer varón de Canadá y el segundo canadiense en ganar un Grand Slam en individuales en cualquier nivel, con su victoria por el título de Wimbledon Junior de 2012. Este fue el segundo título de Grand Slam  de Canadá en dos días, un día después de Eugenie Bouchard. Con su victoria, llegó al mejor ranking junior de su carrera, siendo el N°1 el 9 de julio de 2012, y logrando que por primera vez un canadiense ha sido el mejor clasificado en individuales. Luego, ganó su segundo Grand Slam Junior consecutivo en el US Open 2012, derrotando a Liam Broady por 6-2, 2-6, 7-5, en la final.

## Vida familiar
Filip Peliwo nació en Vancouver. Sus padres son Monika y Mark Peliwo, inmigrantes polacos. Actualmente entrena en Montreal en el Centro Nacional de Capacitación. Él es el único de los tres hermanos no nacidos en Polonia.

## Carrera junior
Peliwo llegó a las semifinales del Orange Bowl en diciembre de 2011. A principios de 2012, Peliwo ganó el torneo de Grado 1 en Traralgon, Australia después de vencer al junior N.º 1 del mundo, Luke Saville por 3-6, 7-6 (5), 6-4. A continuación, llegó a la final del Abierto Junior de Australia, donde perdió ante Saville con un marcador de 6-3, 6-4, 5-7. Llegó a su segundo final de Grand Slam en el Abierto de Francia, pero esta vez perdió ante Kimmer Coppejans por 6-1, 6-4. Después de alcanzar su tercera final de Grand Slam en una fila en el 2012 en Wimbledon, Peliwo ganó su primer título de Grand Slam Junior allí con un 7-5, 6-4 sobre el campeón defensor Luke Saville. Así se convirtió en el segundo canadiense en ganar un título de Grand Slam Junior, después de Eugenie Bouchard, que el día anterior había ganado el título de Junior femenino de Wimbledon. Más tarde, Peliwo llegó a su cuarta final consecutiva de un Grand Slam Junior, coronándose campeón en el US Open, al vencer a Liam Broady por 6-2, 2-6, 7-5, en la final.

## Títulos

### Grand Slam Junior

#### Títulos en individuales (2)
| Año  | Campeonato | Superficie | Oponente en la final | Marcador final |
| ---- | ---------- | ---------- | -------------------- | -------------- |
| 2012 | Wimbledon  | Césped     | Luke Saville         | 7-5, 6-4       |
| 2012 | US Open    | Dura       | Liam Broady          | 6-2, 2-6, 7-5  |

#### Finalista en individuales (2)
| Año  | Campeonato           | Superficie    | Oponente en la final | Marcador final |
| ---- | -------------------- | ------------- | -------------------- | -------------- |
| 2012 | Abierto de Australia | Dura          | Luke Saville         | 3-6, 7-5, 4-6  |
| 2012 | Roland Garros        | Tierra batida | Kimmer Coppejans     | 1-6, 4-6       |